# Thalía

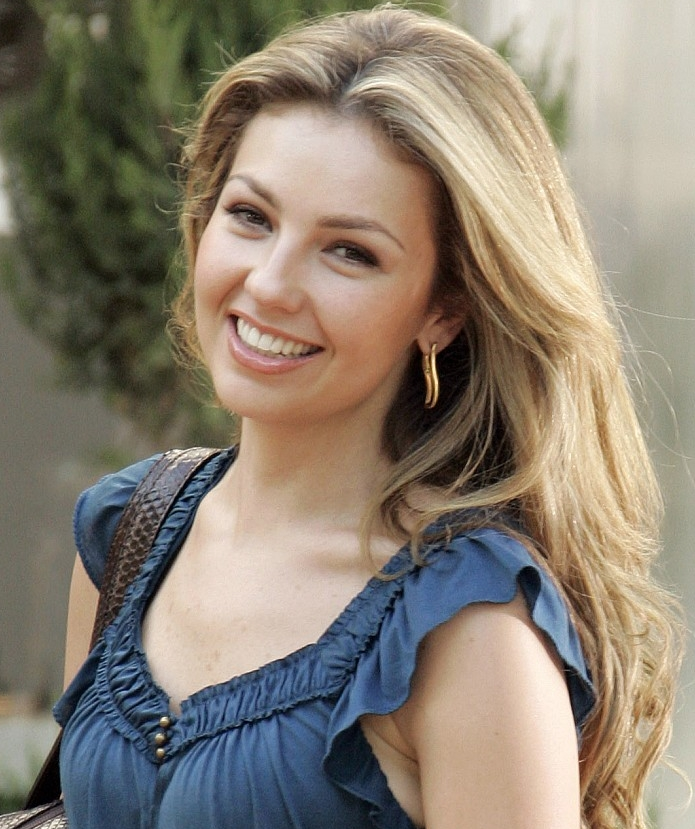
Thalía (2006)

Ariadna Thalía Sodi Miranda (* 26. August 1971 in Mexiko-Stadt) ist eine mexikanisch-US-amerikanische Schauspielerin und Pop-Sängerin.

## Biografie
Thalía wurde 1984 für die Hauptrolle in der Bühnenproduktion des Musicals Grease in Mexiko-Stadt gecastet. Die Produktion war fast vollständig mit Künstlern im Teenager-Alter besetzt, unter anderem mit den Mitgliedern der zu dieser Zeit in Mexiko äußerst populären Formation Timbiriche, der von 1982 bis 1991 auch Paulina Rubio angehörte. Von 1986 bis 1989 war Thalía Mitglied der Gruppe. Zu dieser Zeit begann sie ihre Fernsehkarriere mit Hauptrollen in Telenovelas, bevor sie 1989 nach Los Angeles zog, wo sie Gesangs- und Schauspielunterricht erhielt und an einer von Timbiriche unabhängigen Karriere zu arbeiten begann.
Seit Dezember 2000 ist sie mit dem ehemaligen Vorstandsvorsitzenden von Sony Music Entertainment, Tommy Mottola, verheiratet, mit dem sie seit Oktober 2007 eine Tochter hat. Sie lebt in New York und hat die US-amerikanische Staatsbürgerschaft angenommen.
Mit ihren Telenovelas war sie in Indonesien sehr erfolgreich, wo sie immer noch ausgestrahlt werden. Ihren Durchbruch dort schaffte sie mit Maria Mercedes.

## Musikgeschäft
Der Einstieg in eine Solokarriere erfolgte aus Los Angeles heraus mit dem Produzenten Alfredo Díaz Ordaz. Doch erst die Zusammenarbeit mit Emilio Estefan brachte den endgültigen Aufstieg zum Superstar des Latino-Pop, mit dem ersten über Mexiko hinaus bekannten Hit Piel morena sowie dem Album Amor a la Mexicana.
Seit dieser Zeit ist Thalía eine feste Größe in den Latin Pop Charts. Seit 1990 hat sie über ein Dutzend Alben aufgenommen und mehr als sieben Millionen Alben verkauft. Das 2002 veröffentlichte spanischsprachige Album Thalía stand wochenlang an der Spitze der Latin Charts.
Seit 2003 veröffentlicht Thalía ihre CDs zweisprachig spanisch und englisch und folgt damit dem Beispiel anderer Latino-Popmusiker wie Paulina Rubio und Shakira. Die Musik- und Sprachgrenzen verwischen – Thalía lebt seit 1989 in den USA und hatte auch zuvor schon einige ältere Songs auf Englisch zur Veröffentlichung in Ostasien aufgenommen, während gebürtige US-Amerikanerinnen (Jennifer López, Christina Aguilera) ihre spanischen Wurzeln entdecken.
2013 erhielt die Sängerin einen Stern auf dem Hollywood Walk of Fame.

## Filmografie

### Telenovela
- 1987 – Pobre Señorita Limantour
- 1988 – Quinceañera
- 1989 – Luz y sombra
- 1992 – María Mercedes
- 1994 – Marimar
- 1995 – María la del barrio
- 1999 – Rosalinda

### Film
- 1999 – Mambo Café

## Diskografie

### Studioalben
| Jahr | Titel                  | Höchstplatzierung, Gesamtwochen, AuszeichnungChartplatzierungen (Jahr, Titel, Platzierungen, Wochen, Auszeichnungen, Anmerkungen) | Höchstplatzierung, Gesamtwochen, AuszeichnungChartplatzierungen (Jahr, Titel, Platzierungen, Wochen, Auszeichnungen, Anmerkungen) | Höchstplatzierung, Gesamtwochen, AuszeichnungChartplatzierungen (Jahr, Titel, Platzierungen, Wochen, Auszeichnungen, Anmerkungen) | Höchstplatzierung, Gesamtwochen, AuszeichnungChartplatzierungen (Jahr, Titel, Platzierungen, Wochen, Auszeichnungen, Anmerkungen) | Höchstplatzierung, Gesamtwochen, AuszeichnungChartplatzierungen (Jahr, Titel, Platzierungen, Wochen, Auszeichnungen, Anmerkungen) | Anmerkungen                                                 |
| Jahr | Titel                  | CH | US | Latin | ES | MX | Anmerkungen                                                 |
| ---- | ---------------------- | --- | --- | --- | --- | --- | ----------------------------------------------------------- |
| 1990 | Thalia                 | — | — | — | — | — | Erstveröffentlichung: 10. Oktober 1990                      |
| 1991 | Mundo de cristál       | — | — | — | — | — | Erstveröffentlichung: 26. September 1991                    |
| 1992 | Love                   | — | — | — | — | — | Erstveröffentlichung: 7. Oktober 1992                       |
| 1995 | En éxtasis             | — | — | Latin13 ×2Doppelplatin · (86 Wo.)Latin                                                                                            | — | MX— ×2DoppelgoldMX | Erstveröffentlichung: 1. Oktober 1995                       |
| 1997 | Amor a la Mexicana     | — | — | Latin6 ×2Doppelplatin · (40 Wo.)Latin                                                                                             | ES23 ×2Doppelplatin · (17 Wo.)ES                                                                                                  | MX— GoldMX | Erstveröffentlichung: 1. Juli 1997                          |
| 2000 | Arrasando              | CH41 (7 Wo.)CH | — | Latin4 ×2Doppelplatin · (79 Wo.)Latin                                                                                             | ES3 ×4Vierfachplatin · (22 Wo.)ES                                                                                                 | MX— PlatinMX | Erstveröffentlichung: 25. April 2000                        |
| 2002 | Thalía                 | CH30 (6 Wo.)CH | US126 (2 Wo.)US | Latin1 ×2Doppelplatin · (64 Wo.)Latin                                                                                             | ES22 Gold · (12 Wo.)ES | MX— GoldMX | Erstveröffentlichung: 21. Mai 2002                          |
| 2003 | Thalía (engl. Version) | CH61 (4 Wo.)CH | US11 (9 Wo.)US | — | — | — | Erstveröffentlichung: 8. Juli 2003                          |
| 2005 | El sexto sentido       | — | US63 (2 Wo.)US | Latin3 ×2Doppelplatin · (14 Wo.)Latin                                                                                             | ES41 (7 Wo.)ES | MX2 Gold · (18 Wo.)MX | Erstveröffentlichung: 19. Juli 2005                         |
| 2008 | Lunada                 | — | — | Latin10 (6 Wo.)Latin | — | MX8 (9 Wo.)MX | Erstveröffentlichung: 24. Juni 2008                         |
| 2012 | Habítame siempre       | — | — | Latin1 Gold · (20 Wo.)Latin | ES26 (8 Wo.)ES | MX1 ×9Neunfachgold · (59 Wo.)MX                                                                                                   | Erstveröffentlichung: 19. November 2012                     |
| 2014 | Viva Kids Vol. 1       | — | — | — | — | MX3 (14 Wo.)MX | Album mit Kinderliedern Erstveröffentlichung: 25. März 2014 |
| 2014 | Amore mio              | — | US173 (1 Wo.)US | Latin1 (10 Wo.)Latin | ES55 (2 Wo.)ES | MX1 Gold · (35 Wo.)MX | Erstveröffentlichung: 4. November 2014                      |
| 2016 | Latina                 | — | — | Latin1 Platin · (8 Wo.)Latin | ES17 (6 Wo.)ES | MX4 Platin · (13 Wo.)MX | Erstveröffentlichung: 6. Mai 2016                           |
| 2018 | Valiente               | — | — | Latin7 ×2Doppelplatin · (4 Wo.)Latin                                                                                              | ES20 (3 Wo.)ES | MX2 Platin · (6 Wo.)MX | Erstveröffentlichung: 9. November 2018                      |

grau schraffiert: keine Chartdaten aus diesem Jahr verfügbar

### Livealben
| Jahr | Titel               | Höchstplatzierung, Gesamtwochen, AuszeichnungChartplatzierungen (Jahr, Titel, Platzierungen, Wochen, Auszeichnungen, Anmerkungen) | Höchstplatzierung, Gesamtwochen, AuszeichnungChartplatzierungen (Jahr, Titel, Platzierungen, Wochen, Auszeichnungen, Anmerkungen) | Höchstplatzierung, Gesamtwochen, AuszeichnungChartplatzierungen (Jahr, Titel, Platzierungen, Wochen, Auszeichnungen, Anmerkungen) | Höchstplatzierung, Gesamtwochen, AuszeichnungChartplatzierungen (Jahr, Titel, Platzierungen, Wochen, Auszeichnungen, Anmerkungen) | Höchstplatzierung, Gesamtwochen, AuszeichnungChartplatzierungen (Jahr, Titel, Platzierungen, Wochen, Auszeichnungen, Anmerkungen) | Anmerkungen                             |
| Jahr | Titel               | CH | US | Latin | ES | MX | Anmerkungen                             |
| ---- | ------------------- | --- | --- | --- | --- | --- | --------------------------------------- |
| 2009 | Primera fila        | — | US198 (1 Wo.)US | Latin4 (59 Wo.)Latin | ES32 (12 Wo.)ES | MX1 ×2Doppeldiamant + Platin · (170 Wo.)MX                                                                                        | Erstveröffentlichung: 1. Dezember 2009  |
| 2013 | Viva Tour (en vivo) | — | — | — | — | MX5 Gold · (28 Wo.)MX | Erstveröffentlichung: 12. November 2013 |

### Kompilationen
| Jahr | Titel                     | Höchstplatzierung, Gesamtwochen, AuszeichnungChartplatzierungen (Jahr, Titel, Platzierungen, Wochen, Auszeichnungen, Anmerkungen) | Höchstplatzierung, Gesamtwochen, AuszeichnungChartplatzierungen (Jahr, Titel, Platzierungen, Wochen, Auszeichnungen, Anmerkungen) | Höchstplatzierung, Gesamtwochen, AuszeichnungChartplatzierungen (Jahr, Titel, Platzierungen, Wochen, Auszeichnungen, Anmerkungen) | Höchstplatzierung, Gesamtwochen, AuszeichnungChartplatzierungen (Jahr, Titel, Platzierungen, Wochen, Auszeichnungen, Anmerkungen) | Höchstplatzierung, Gesamtwochen, AuszeichnungChartplatzierungen (Jahr, Titel, Platzierungen, Wochen, Auszeichnungen, Anmerkungen) | Anmerkungen                            |
| Jahr | Titel                     | CH | US | Latin | ES | MX | Anmerkungen                            |
| ---- | ------------------------- | --- | --- | --- | --- | --- | -------------------------------------- |
| 2001 | Con banda: grandes éxitos | — | US167 (2 Wo.)US | Latin2 Platin · (25 Wo.)Latin | ES7 Gold · (7 Wo.)ES | MX— GoldMX | Erstveröffentlichung: 28. August 2001  |
| 2003 | Thalía's Hits Remixed     | — | — | Latin7 Platin · (33 Wo.)Latin | — | — | Erstveröffentlichung: 25. Februar 2003 |
| 2004 | Greatest Hits             | — | US128 (5 Wo.)US | Latin2 (26 Wo.)Latin | ES37 (10 Wo.)ES | — | Erstveröffentlichung: 10. Februar 2004 |

grau schraffiert: keine Chartdaten aus diesem Jahr verfügbar

### EPs
| Jahr | Titel             | Höchstplatzierung, Gesamtwochen, AuszeichnungChartplatzierungen (Jahr, Titel, Platzierungen, Wochen, Auszeichnungen, Anmerkungen) | Höchstplatzierung, Gesamtwochen, AuszeichnungChartplatzierungen (Jahr, Titel, Platzierungen, Wochen, Auszeichnungen, Anmerkungen) | Höchstplatzierung, Gesamtwochen, AuszeichnungChartplatzierungen (Jahr, Titel, Platzierungen, Wochen, Auszeichnungen, Anmerkungen) | Höchstplatzierung, Gesamtwochen, AuszeichnungChartplatzierungen (Jahr, Titel, Platzierungen, Wochen, Auszeichnungen, Anmerkungen) | Höchstplatzierung, Gesamtwochen, AuszeichnungChartplatzierungen (Jahr, Titel, Platzierungen, Wochen, Auszeichnungen, Anmerkungen) | Anmerkungen                         |
| Jahr | Titel             | CH | US | Latin | ES | MX | Anmerkungen                         |
| ---- | ----------------- | --- | --- | --- | --- | --- | ----------------------------------- |
| 2009 | Primera fila (EP) | — | — | Latin20 (7 Wo.)Latin | — | — | Erstveröffentlichung: Dezember 2009 |

### Singles
| Jahr | Titel Album                                       | Höchstplatzierung, Gesamtwochen, AuszeichnungChartplatzierungen (Jahr, Titel, Album, Platzierungen, Wochen, Auszeichnungen, Anmerkungen) | Höchstplatzierung, Gesamtwochen, AuszeichnungChartplatzierungen (Jahr, Titel, Album, Platzierungen, Wochen, Auszeichnungen, Anmerkungen) | Höchstplatzierung, Gesamtwochen, AuszeichnungChartplatzierungen (Jahr, Titel, Album, Platzierungen, Wochen, Auszeichnungen, Anmerkungen) | Höchstplatzierung, Gesamtwochen, AuszeichnungChartplatzierungen (Jahr, Titel, Album, Platzierungen, Wochen, Auszeichnungen, Anmerkungen) | Höchstplatzierung, Gesamtwochen, AuszeichnungChartplatzierungen (Jahr, Titel, Album, Platzierungen, Wochen, Auszeichnungen, Anmerkungen) | Höchstplatzierung, Gesamtwochen, AuszeichnungChartplatzierungen (Jahr, Titel, Album, Platzierungen, Wochen, Auszeichnungen, Anmerkungen) | Anmerkungen                                                     |
| Jahr | Titel Album                                       | DE | CH | US | Latin | ES | MX | Anmerkungen                                                     |
| ---- | ------------------------------------------------- | --- | --- | --- | --- | --- | --- | --------------------------------------------------------------- |
| 1995 | Piel morena En éxtasis                            | — | — | — | Latin7 (20 Wo.)Latin | — | — | Erstveröffentlichung: 24. August 1995                           |
| 1996 | María la del barrio En éxtasis                    | — | — | — | Latin30 (5 Wo.)Latin | — | — | Erstveröffentlichung: 1996                                      |
| 1996 | Gracias a dios En éxtasis                         | — | — | — | Latin26 (5 Wo.)Latin | — | — | Erstveröffentlichung: 1996                                      |
| 1997 | Amor a la mexicana                                | — | — | — | Latin6 (13 Wo.)Latin | — | — | Erstveröffentlichung: 29. Juni 1997                             |
| 2000 | Entre el mar y una estrella Arrasando             | — | — | — | Latin1 (17 Wo.)Latin | — | — | Erstveröffentlichung: 18. Januar 2000                           |
| 2000 | Regresa a mí Arrasando                            | — | — | — | Latin19 (8 Wo.)Latin | — | — | Erstveröffentlichung: 5. Mai 2000                               |
| 2001 | Rosalinda Arrasando                               | — | — | — | Latin46 (2 Wo.)Latin | — | — | Erstveröffentlichung: 14. Mai 2001                              |
| 2001 | Reencarnación Arrasando                           | — | — | — | Latin30 (5 Wo.)Latin | — | — | Erstveröffentlichung: 2001                                      |
| 2002 | Tú y yo Thalía                                    | — | CH63 (4 Wo.)CH | — | Latin1 (19 Wo.)Latin | ES17 (1 Wo.)ES | — | Erstveröffentlichung: 13. Mai 2002                              |
| 2002 | No me enseñaste Thalía                            | — | — | — | Latin1 (28 Wo.)Latin | — | — | Erstveröffentlichung: Juli 2002                                 |
| 2003 | ¿A quién le importa? Thalía                       | — | — | — | Latin9 (24 Wo.)Latin | — | — | Erstveröffentlichung: Januar 2003                               |
| 2003 | I Want You / Me pones sexy Thalía (engl. Version) | DE86 (3 Wo.)DE | CH64 (7 Wo.)CH | US22 (19 Wo.)US | Latin9 (11 Wo.)Latin | — | — | Erstveröffentlichung: 6. Juli 2003 feat. Fat Joe                |
| 2003 | Cerca de ti Thalía                                | — | — | — | Latin1 (21 Wo.)Latin | — | — | Erstveröffentlichung: Oktober 2003                              |
| 2003 | Baby, I’m in Love Thalía (engl. Version)          | — | — | — | — | ES20 (1 Wo.)ES | — | Erstveröffentlichung: 2. November 2003                          |
| 2005 | Amar sin ser amada El sexto sentido               | — | — | — | Latin1 (11 Wo.)Latin | — | — | Erstveröffentlichung: Mai 2005                                  |
| 2005 | Un alma sentenciada El sexto sentido              | — | — | — | Latin13 (9 Wo.)Latin | — | — | Erstveröffentlichung: November 2005                             |
| 2006 | Seducción El sexto sentido                        | — | — | — | Latin32 (7 Wo.)Latin | — | — | Erstveröffentlichung: Februar 2006                              |
| 2006 | No, no, no El sexto sentido                       | — | — | — | Latin4 (17 Wo.)Latin | — | — | Erstveröffentlichung: 21. Juli 2006 feat. Romeo Santos          |
| 2008 | Ten paciencia Lunada                              | — | — | — | Latin39 (4 Wo.)Latin | — | — | Erstveröffentlichung: 8. Mai 2008                               |
| 2009 | Equivocada Primera fila                           | — | — | — | Latin8 (17 Wo.)Latin | — | MX— GoldMX | Erstveröffentlichung: 7. Oktober 2009                           |
| 2010 | Qué será de ti Primera fila                       | — | — | — | Latin35 (10 Wo.)Latin | — | MX— PlatinMX | Erstveröffentlichung: 15. Januar 2010                           |
| 2010 | Estoy enamorado Primera fila                      | — | — | — | Latin28 (10 Wo.)Latin | — | MX— PlatinMX | Erstveröffentlichung: 9. Juli 2010 feat. Pedro Capó             |
| 2012 | Manías Habítame siempre                           | — | — | — | Latin26 (13 Wo.)Latin | — | MX— PlatinMX | Erstveröffentlichung: 8. Oktober 2012                           |
| 2013 | Te perdiste mi amor Habítame siempre              | — | — | — | Latin4 (29 Wo.)Latin | — | MX— ×7SiebenfachgoldMX | Erstveröffentlichung: 3. Februar 2013 feat. Prince Royce        |
| 2014 | Por lo que reste de vida Amore mio                | — | — | — | Latin50 (1 Wo.)Latin | — | — | Erstveröffentlichung: 9. September 2014                         |
| 2016 | Desde esa noche Latina                            | — | — | — | Latin16 ×2Doppelplatin · (20 Wo.)Latin                                                                                                   | ES68 Platin · (43 Wo.)ES | MX10 ×5Diamant + Fünffachgold · (42+ Wo.)MX                                                                                              | Erstveröffentlichung: 29. Januar 2016 feat. Maluma              |
| 2016 | Vuélveme a querer Latina                          | — | — | — | — | — | MX137 Gold · (3+ Wo.)MX | Erstveröffentlichung: 29. April 2016                            |
| 2018 | No me acuerdo Valiente                            | — | — | — | Latin14 ×4Diamant + Vierfachplatin · (20 Wo.)Latin                                                                                       | ES5 ×3Dreifachplatin · (39 Wo.)ES | MX6 Diamant + Platin · (… Wo.)MX | Erstveröffentlichung: 1. Juni 2018 mit Natti Natasha            |
| 2018 | Lento Valiente                                    | — | — | — | — | ES88 (1 Wo.)ES | — | Erstveröffentlichung: 27. September 2018 mit Gente de Zona      |
| 2020 | Feliz Navidad –                                   | — | — | — | — | ES91 (1 Wo.)ES | — | Erstveröffentlichung: 17. November 2020 Charteinstieg erst 2023 |

grau schraffiert: keine Chartdaten aus diesem Jahr verfügbar
Weitere Singles
- 1990: Un pacto entre los dos
- 1990: Saliva
- 1990: Pienso en ti
- 1991: Amarillo azul
- 1991: Sudor
- 1991: En la intimidad
- 1992: Te necesito
- 1992: Fuego cruzado
- 1992: Sangre
- 1992: María Mercedes
- 1993: Love
- 1993: La vie en rose (La vida en rosa)
- 1994: Marimar
- 1995: Amándote
- 1996: Quiero hacerte el amor
- 1996: Me faltas tú
- 1996: Lágrimas
- 1997: Nandito Ako
- 1997: Viaje tiempo atras
- 1997: Por amor
- 1997: Mujer latina
- 1997: Noches sin luna
- 1998: Ponle remedio
- 1998: Es tu amor
- 1998: De dónde soy
- 1998: Dicen por ahí
- 1998: Echa pa'lante
- 2000: It's My Party / Arrasando
- 2000: Menta y canela
- 2001: La revancha
- 2003: Don't Look Back
- 2004: Acción y reacción
- 2006: Cantando por un sueño
- 2006: Olvídame
- 2010: Enséñame a vivir
- 2013: La apuesta (feat. Erik Rubin)
- 2014: Estou apaixonado (feat. Daniel)
- 2014: Vamos a jugar
- 2015: Como tú no hay dos (feat. Becky G)
- 2015: Amore mio
- 2015: Sólo parecía amor
- 2016: Todavía te quiero (feat. De La Ghetto)
- 2018: Me oyen, me escuchan
- 2019: Lindo pero bruto (mit Lali, US: Gold (Latin))
- 2019: Qué ironía
- 2019: Ahí (mit Ana Mena)
- 2019: Vikingo
- 2020: Color Esperanza 2020 (Various Artists, Benefizsingle, ES: Platin, MX: ×9Neunfachgold )
- 2021: Lo Siento Mucho (mit Rio Roma)
- 2021: Baila Así (mit Play N Skillz, Becky G & Chiquis, US: Gold (Latin))

### Gastbeiträge
- 2011: Mis deseos/Feliz Navidad (Michael Bublé feat. Thalía, UK: Silber)
- 2014: Sino a ti (Laura Pausini feat. Thalía)
- 2020: Timida (mit Pabllo Vittar)

### Videoalben
- 2004: Greatest Hits

## Auszeichnungen für Musikverkäufe
| Silberne Schallplatte - Frankreich - 1998: für die Single Amor a la mexicana Goldene Schallplatte - Argentinien - 1996: für das Album En éxtasis - 2002: für das Album Thalía - 2005: für das Album El sexto sentido - Brasilien - 1997: für das Album En éxtasis - Japan - 2003: für das Album Thalía (engl. Version) - Mexiko - 2004: für das Videoalbum Greatest Hits - 2014: für die Single La apuesta - 2021: für die Single Lo Siento Mucho - Uruguay - 2000: für das Album Arrasando | Platin-Schallplatte - Argentinien - 2000: für das Album Arrasando - Brasilien - 2021: für die Single Desde esa noche - 2021: für die Single Timida - 2024: für die Single No me acuerdo - Mexiko - 2013: für die Single El próximo viernes - Philippinen - 1997: für das Album En éxtasis - 1997: für das Album Amor a la mexicana - Venezuela - 2013: für das Album Habítame Siempre 2× Platin-Schallplatte - Argentinien - 1998: für das Album Amor a la mexicana |

Anmerkung: Auszeichnungen in Ländern aus den Charttabellen bzw. Chartboxen sind in ebendiesen zu finden.
| Land/RegionAuszeichnungen für Musikverkäufe (Land/Region, Auszeichnungen, Verkäufe, Quellen) | Silber     | Gold       | Platin       | Diamant     | Verkäufe  | Quellen                                                     |
| -------------------------------------------------------------------------------------------- | ---------- | ---------- | ------------ | ----------- | --------- | ----------------------------------------------------------- |
| Argentinien (CAPIF)                                                                          | —          | 3× Gold3   | 3× Platin3   | —           | 250.000   | capif.org.ar (Memento vom 4. Juni 2008 im Internet Archive) |
| Brasilien (PMB)                                                                              | —          | Gold1      | 3× Platin3   | —           | 280.000   | pro-musicabr.org.br                                         |
| Frankreich (SNEP)                                                                            | Silber1    | —          | —            | —           | 125.000   | infodisc.fr                                                 |
| Japan (RIAJ)                                                                                 | —          | Gold1      | —            | —           | 100.000   | riaj.or.jp                                                  |
| Mexiko (AMPROFON)                                                                            | —          | 17× Gold17 | 22× Platin22 | 4× Diamant4 | 3.250.000 | amprofon.com.mx                                             |
| Philippinen (PARI)                                                                           | —          | —          | 2× Platin2   | —           | 80.000    | Einzelnachweise                                             |
| Spanien (Promusicae)                                                                         | —          | 2× Gold2   | 11× Platin11 | —           | 980.000   | elportaldemusica.es ES2 ES3                                 |
| Südkorea (KMCA)                                                                              | —          | —          | —            | —           | 3.039     | riak.or.kr                                                  |
| Uruguay (CUD)                                                                                | —          | Gold1      | —            | —           | 3.000     | cudisco.org                                                 |
| Venezuela (APFV)                                                                             | —          | —          | Platin1      | —           | 10.000    | Einzelnachweise                                             |
| Vereinigte Staaten (RIAA)                                                                    | —          | 3× Gold3   | 21× Platin21 | Diamant1    | 1.950.000 | riaa.com                                                    |
| Vereinigtes Königreich (BPI)                                                                 | Silber1    | —          | —            | —           | 200.000   | bpi.co.uk                                                   |
| Insgesamt                                                                                    | 2× Silber2 | 28× Gold28 | 63× Platin63 | 5× Diamant5 |           |                                                             |